# Michele Lojacono-Pojero
Michele Lojacono-Pojero fue un botánico y briólogo italiano, que dedicó gran parte de su actividad al estudio de la flora siciliana.
A él se le debe el descubrimiento de'Abies nebrodensis, raro endemismo del distrito de Madonias.
Profundizó la investigación sobre el campo de la flora de las Islas Eolias, catalogando 500 especies de plantas vasculares espontáneas.

## Algunas publicaciones
- Le Isole Eolie e la loro vegetazione : con enumerazione delle piante spontanee vascolari. Palermo, Stamperia G. Lorsnaider, 1878. 140 pp.
- “Flora siciliana”, 1888, 1908. Tres vols.
- Flora sicula, o descrizione delle piante vascolari spontanee o indigenate in Sicilia. Palermo, Tip. Boccone Del Povero, 1909

## Honores

### Epónimos
Género
- Lojaconoa Bobrov 1967 [1]

Especies
- (Alliaceae) Allium lojaconoi Brullo, Lanfr. & Pavone [2]
- (Asteraceae) Filago lojaconoi (Brullo) Greuter [3]
- (Asteraceae) Logfia lojaconoi (Brullo) C.Brullo & Brullo [4]
- (Asteraceae) Oglifa lojaconoi Brullo[5]
- (Liliaceae) Gagea lojaconoi Peruzzi [6]
- (Orchidaceae) Ophrys lojaconoi P.Delforge [7]
- (Plumbaginaceae) Limonium lojaconoi Brullo[8]
- (Rhamnaceae) Rhamnus lojaconoi Raimondo [9]